# アダム・ヘイスティングス
アダム・ヘイスティングス（Adam Hastings、1996年10月5日 - ）は、ユナイテッド・ラグビー・チャンピオンシップグラスゴー・ウォリアーズに所属するラグビーユニオン選手。

## プロフィール
- スコットランド・エディンバラ出身。
- ポジションはスタンドオフ(SO)、フルバック(FB)。
- 身長 188cm、体重 87kg
- 父のギャビンは元ラグビー選手[1](元スコットランド代表)。
- U20スコットランド代表に選ばれた[2]。
- スコットランド代表キャップは30（2024年10月現在）でラグビーワールドカップ2019のスコットランド代表に選ばれた[3]。

## 略歴
バースを経て、2017年、グラスゴー・ウォリアーズに加入。
2021年、グロスターに加入。
2024年、グラスゴー・ウォリアーズに復帰。